# Nekokurage
ねこクラゲ (Nekokurage)
Œuvres principales
- Les Carnets de l'apothicaire

Nekokurage (ねこクラゲ, Nekokurage), littéralement Chat-Méduse, née le 30 juillet 1987 à Himedo (ja), dans la préfecture japonaise de Kumamoto, est une mangaka. Active depuis 2010, elle est connue pour être la dessinatrice de la version manga des Carnets de l'apothicaire.

## Biographie
Nekokurage, de son vrai nom Erika Ikeda (池田 恵理香, Ikeda Erika), naît le 30 juillet 1987 à Himedo (ja), qui deviendra plus tard la ville de Kamiamakusa. Elle termine ses études supérieures au Collège de Design et de Technologies de Fukuoka (福岡デザイン&テクノロジー専門学校). Dès un jeune âge, elle s'intéresse pour les mangas, et décide donc d'aller en ville pour devenir l'assistante d'un mangaka. Son maître lui proposera plus tard de dessiner par elle-même, et elle remporte la deuxième place à la seconde édition des prix manga Square Enix Sen (第二回スクウェア・エニックス 戦・漫画大賞準大賞) en 2010, ce qui l'incitera à écrire son propre manga. Son premier manga Sōshokukei Danshi (ja) (曹植系男子) est publié à partir de l'hiver 2010 dans le magazine GANGAN Intensive and EXtra Number of Warlike Ages (ja) de Square Enix. Le deuxième volume, qui conclut la série, est publié en 2012. Sōshokukei Danshi recevra plus tard la deuxième place aux Prix du nouveau manga mensuel Gangan Joker. Elle lance son second manga, une adaptation de la série de light novels Les Carnets de l'apothicaire, en mai 2017, prépublié dans le magazine Monthly Big Gangan.
En date de 2024, elle résidait dans l'arrondissement de Minami dans la ville de Fukuoka.

## Principales œuvres
- Sōshokukei Danshi (ja) (曹植系男子, Sōshokukei Danshi?), sérialisé dans GANGAN Intensive and EXtra Number of Warlike Ages (ja), publié en deux volumes par Square Enix.
- (en cours) Les Carnets de l'apothicaire (薬屋のひとりごと, Kusuriya no Hitorigoto?), d'après l'œuvre originale de Natsu Hyūga (ja), sérialisé dans Monthly Big Gangan, quatorze volumes publiés par Square Enix en date du 23 mars 2025.